# Hươu xạ Kashmir
Hươu xạ Kashmir (Moschus cupreus) là một loài động vật có vú trong họ Moschidae, bộ Artiodactyla. Loài này được Grubb mô tả năm 1982.
Loài hươu xạ được IUCN đánh giá là nguy cấp này là loài bản địa miền núi ven dãy Himalaya thuộc đông bắc Afghanistan cũng như khu vực Kashmir ở bắc Ấn Độ và đông bắc Pakistan. Ban đầu nó được miêu tả như là một phân loài của hươu xạ Himalaya (Moschus chrysogaster), nhưng hiện nay được coi là loài tách biệt. Loài hươu này cao tới 60 cm (2 ft), và chỉ có hươu đực mới có răng nanh.
Người ta gần như không biết gì về môi trường sống hay sinh thái học của loài này, mặc dù dựa trên mối quan hệ họ hàng gần của nó với M. chrysogaster thì có thể cho rằng nó tương tự như loài này. M. chrysogaster được tìm thấy trên các cao nguyên cằn cỗi ở độ cao lớn, nơi nó kiếm ăn trên các đồng cỏ, dốc núi, vùng cây bụi hay rừng lãnh sam. Thức ăn chủ yếu của nó là cỏ, cây bụi, lá, rêu, địa y, chồi và cành non. Nói chung nó là loài sống đơn độc và hoạt động chủ yếu vào lúc hoàng hôn.
Từ năm 1948 cho tới năm 2008 người ta đã không tìm thấy một con hươu xạ Kashmir nào. Tuy nhiên, năm 2014 người ta thông báo rằng có ít nhất ba con đã được theo dấu trong các cuộc khảo sát tiến hành năm 2008 và 2009 tại tỉnh Nuristan, Afghanistan.